# VHS (công nghệ)
VHS (viết tắt tiếng Anh của: Video Home System) là một chuẩn tiêu dùng của công nghệ video analog trên băng cassette. Chuẩn này được Victor Company of Japan (JVC) phát triển vào những năm 1970. Tuy nhiên từ năm 1997 nó trở nên lỗi thời, do sự xuất hiện của đĩa VCD, DVD.

## Lịch sử
Vào những năm 1950, khi kỷ nguyên công nghệ thu hình video trên băng từ mở ra đã đóng góp lớn cho ngành công nghiệp truyền hình, thông qua xuất hiện các máy ghi hình video (VTR) thương mại hóa đầu tiên. Vào thời gian đó, những thiết bị này chỉ được sử dụng trong những môi trường chuyên nghiệp tân tiến như phòng thu phim truyền hình, và trong ngành y tế như máy xét nghiệm huỳnh quang (fluoroscopy). Đến những năm 1970, băng video được sử dụng trong các hộ gia đình, mở ra ngành công nghiệp video gia đình và chi phối kinh tế của những doanh nghiệp truyền hình hay phim ảnh.
Trong những năm 1980 và 1990, thời kỳ đỉnh cao của băng VHS, ngành công nghiệp video gia đình bước vào những cuộc cạnh tranh về định dạng video. Hai định dạng, VHS và Betamax, được đón nhận bởi phần đông dư luận. VHS cuối cùng chiến thắng cuộc chiến này, và trở thành định dạng chi phối kỷ nguyên video gia đình trong suốt một thời gian rất dài.
Những năm sau đó, định dạng đĩa quang được cải tiến và cung cấp chất lượng hình ảnh tốt hơn băng video. Định dạng sớm nhất của hình thức này, LaserDisc, đã không được chấp nhận rộng rãi. Tuy nhiên, sự ra đời của định dạng đĩa DVD ở thị trường Hoa Kỳ vào năm 1997 đã làm suy giảm thị phần của băng VHS. Đến năm 2008, DVD đã được đón nhận rộng rãi và được các nhà phân phối thay thế cho VHS.